# KSpread
KSpread, sedan 2011 känt som Calligra Sheets är ett kalkylprogram som ingår i kontorspaketet KOffice. Som filstandard använder det sig av XML, komprimerat med hjälp av ZIP. Calligra Sheets kan importera Excel-filer.

## Konkurrenter
- Gnumeric
- LibreOffice Calc
- Microsoft Excel
- Quattro Pro